# Koubatchi
Koubatchi (en dargwa ГIярбукI), également Koubetchi ou Koubatcha, est une commune urbaine de la république du Daghestan, en Russie. Sa population s'élevait à 3 155 habitants en 2010.

## Géographie

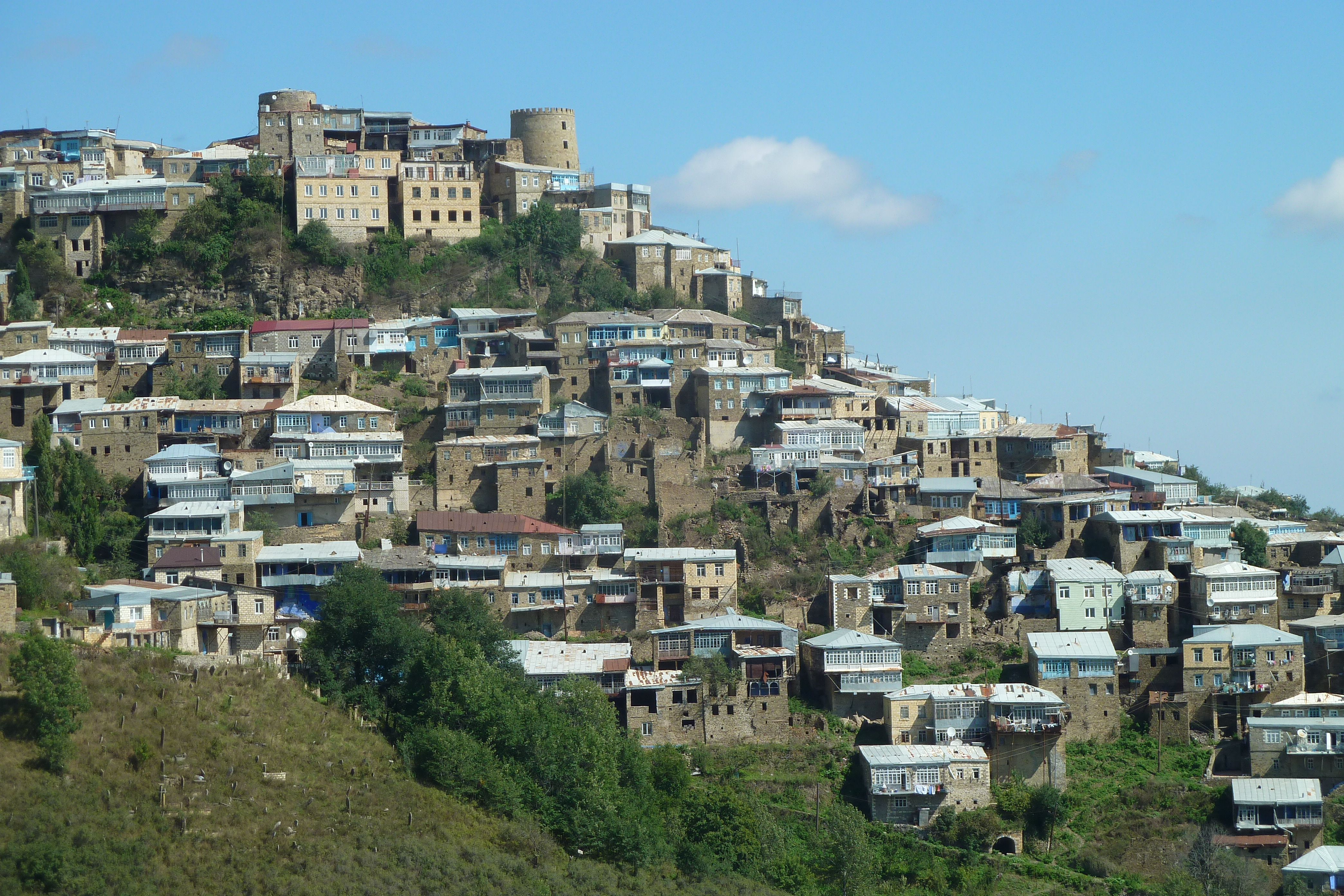
Koubatchi en 2011

Koubatchi est située à 49 km au nord-ouest de Derbent, à 1 750 mètres d'altitude. C'était autrefois un aoul. Elle dépend du raïon de Dakhadaïev.

## Histoire
Entre les Ve et XVIIe siècles cet aoul était la localité principale du Zirikhgueran, dont les habitants étaient connus sous le nom de Zérikhguériens (d'un mot persan). À partir du XVe siècle ces populations montagnardes ont pris le nom turc de Koubatchis ce qui signifie guerriers en cotte de mailles.
Cette localité fut visitée par Johannes Albrecht Bernhard Dorn en 1861 qui n'y trouva aucune trace de christianisme comme on l'avait supposé.
L'aoul a reçu le statut de commune urbaine en 1965.

## Population
| Année  | 1886 | 1970 | 1979 | 1989 | 2002 | 2010 |
| ------ | ---- | ---- | ---- | ---- | ---- | ---- |
| Nombre | 2232 | 1805 | 1830 | 1763 | 2781 | 3155 |

La majorité des habitants du bourg sont des Koubatchis (sous-groupe ethnique des Darguines) qui se dénomment eux-mêmes Ougbouganes et parlent le dialecte koubatchi dérivé du darguine. Ils confessent l'islam sunnite.

## La céramique de Koubatcha

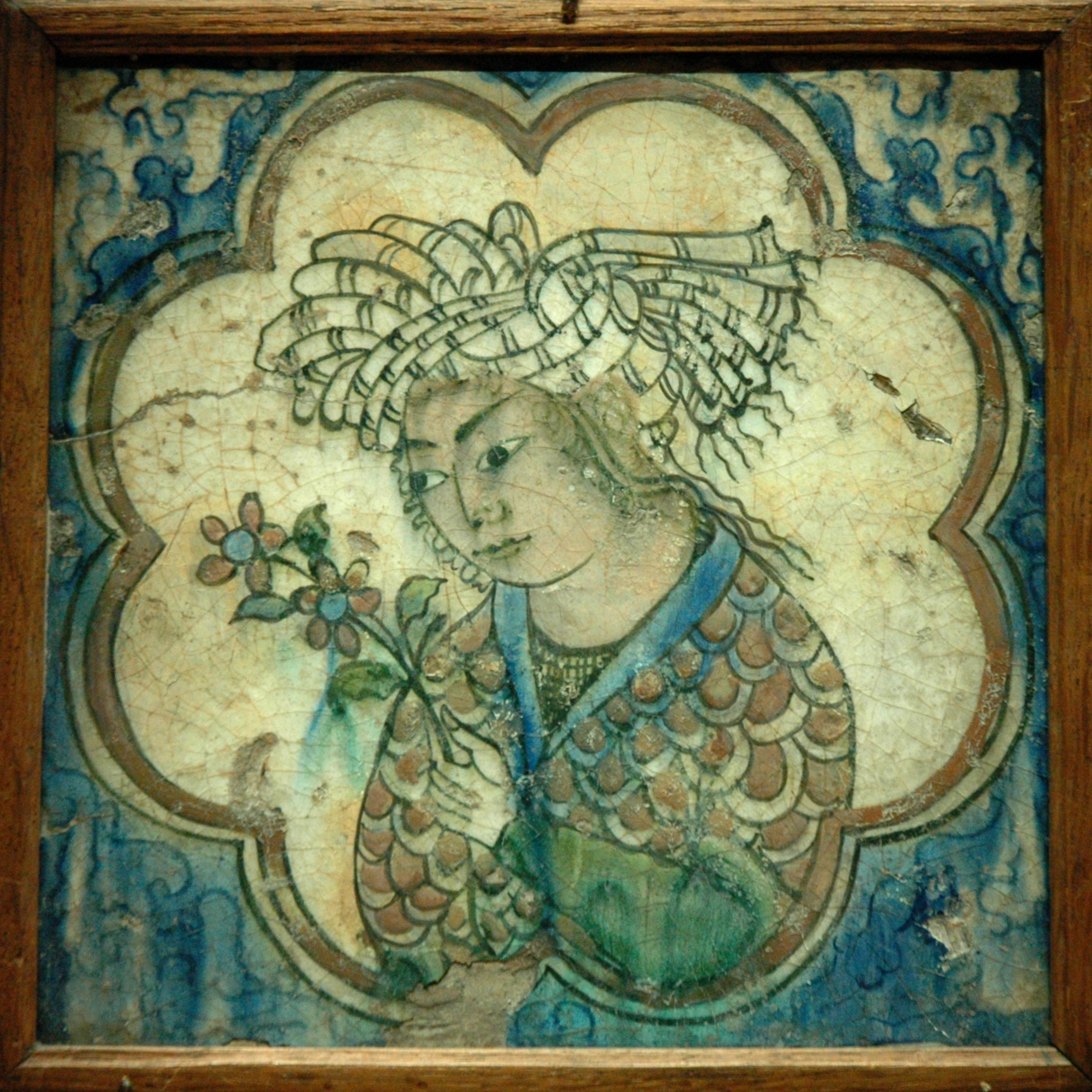
Céramique de Koubatcha : Carreau au jeune homme, Koubatcha, XVIIe siècle, Musée du Louvre

Au XIXe siècle, les voyageurs européens découvrirent sur les murs des habitations, où elles étaient accrochées dans un but décoratif, des céramiques safavides d'un type homogène et caractéristique, dit « de Koubatcha ».
Bien que cette découverte poussa à croire qu'il existait un centre de production local, cette hypothèse est maintenant écartée et l'on considère que ces céramiques ont été échangées contre des armes en acier, pour lesquelles Koubatcha était réputé en Perse.
Leur centre de production reste encore mystérieux de nos jours, et plusieurs sites ont été proposés sans que la question soit résolue.
On distingue plusieurs types :
- motifs noirs sous glaçure verte - XVe siècle ;
- motifs noirs sous glaçure turquoise - XVIe siècle ;
- motifs bleu indigo sous glaçure blanche - XVIe siècle ;
- motifs polychromes (cobalt, rouge terne, jaune-orangé) - XVIIe siècle.

Les pièces présentent toutes un trou au revers afin de les accrocher au mur.